# Kasteel van Battenbroek
Het Kasteel van Battenbroek is een kasteel in de tot de Antwerpse gemeente Mechelen behorende plaats Walem, gelegen aan Battenbroek 11.

## Geschiedenis
Al in 1220 werd hier een kasteel genoemd. In de 13e eeuw zou het mogelijk één der vier burchten van de familie Berthout zijn geweest (naast Nekkerspoel, Rumst en Ruisbroek).
Het huidige kasteel zou in 1830 zijn gebouwd in classicistische stijl en daarna regelmatig aangepast. Zo werd in 1907 een neogotische kapel en een peristilium aangebouwd. Ook werd er in de 2e helft van de 20e eeuw nog een ingrijpende aanpassing gedaan naar ontwerp van Eugeen Welch en met materiaal dat afkomstig was van de Expo 58.
Het poortgebouw zou nog uit de 13e of 14e eeuw stammen en is gebouwd in baksteen en zandsteen. Het heeft een korfboogpoort.
Het voornamelijk 20e-eeuws kasteel ligt op een verhoging in een omgracht domein. Het wordt bewoond door particulieren maar in speciale gevallen kan er een feest worden georganiseerd.